# Françoise Cachin

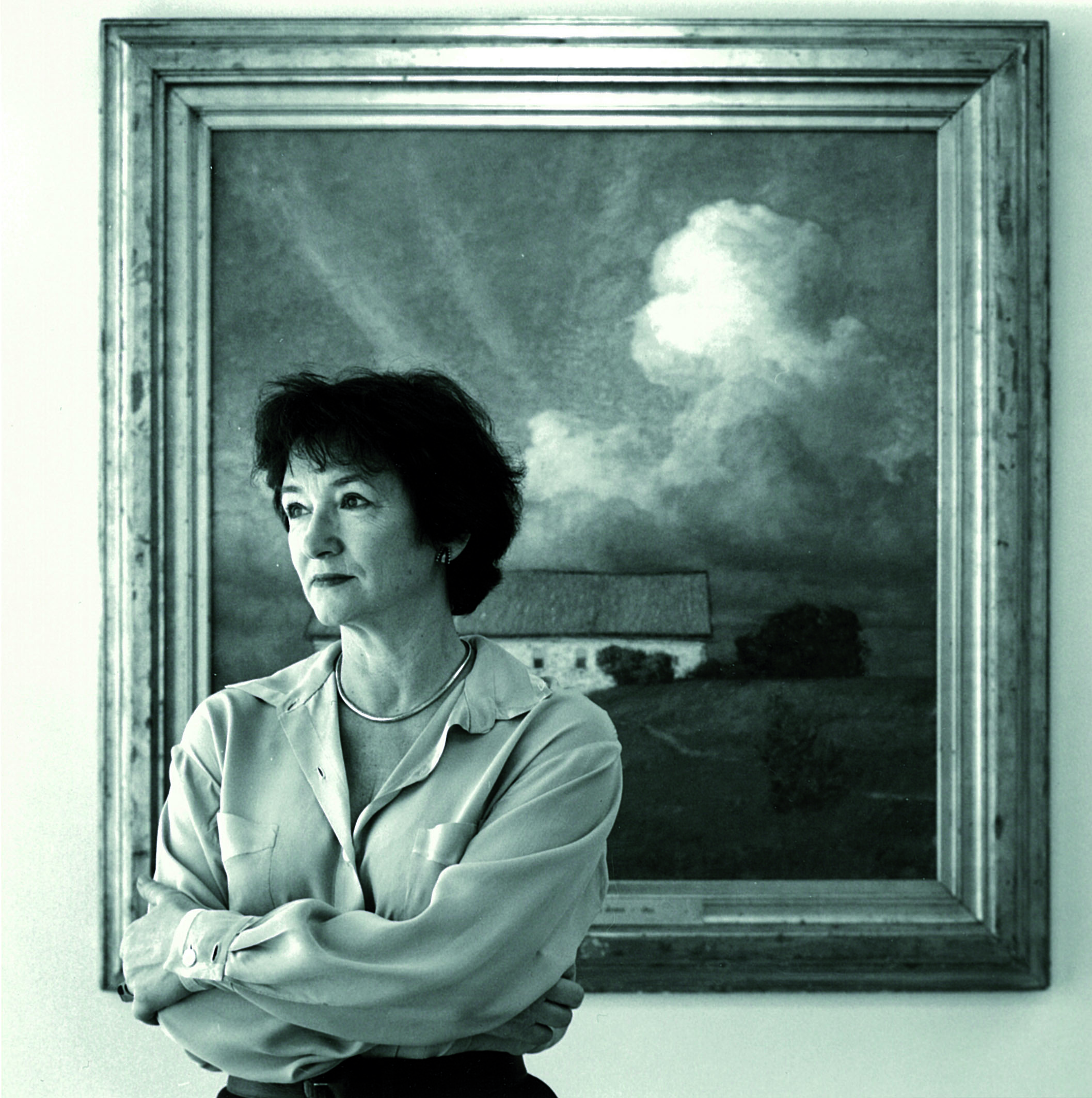
Françoise Cachin

Françoise Cachin (* 8. Mai 1936; † 5. Februar 2011) war eine französische Kunsthistorikerin.

## Leben
Françoise Cachin kam 1936 als Tochter des Arztes Charles Cachin und seiner Frau Ginette (1913–1980), geborene Signac, zur Welt. Ihre Großväter waren der kommunistische Politiker Marcel Cachin und der pointillistische Maler Paul Signac.
Sie studierte bei André Chastel Kunstgeschichte am Institut d’Art et d’Archéologie (Institut für Kunst- und Archäologie) der Universität von Paris. Seit 1967 war sie Kuratorin an den Musées de France (Vereinigung der französischen Nationalmuseen). Von 1969 bis 1978 arbeitete sie als Kuratorin am Musée National d’Art Moderne; zuerst im Palais de Tokyo und später im neueröffneten Centre Georges Pompidou. 1978 wechselte sie in den Planungsstab des neuen  Musée d’Orsay, dessen Gründungsdirektorin sie 1986 wurde. Hier war sie maßgeblich an der Organisation von Ausstellung zu Édouard Manet, Paul Gauguin, Paul Cézanne und Georges Seurat beteiligt. Sie blieb am Musée d’Orsay bis 1994, als sie der französische  Kulturminister Jacques Toubon zur Direktorin der Musées de France berief. In diesem Amt unterstanden ihr 34 nationale Kunstmuseen, darunter der Louvre, das Musée d’Orsay und das Schloss Versailles. 2001 ging sie in den Ruhestand und erhielt die Ernennung directeur honoraire des Musées de France.

## Werke (Auswahl)
- Félix Fénéon. Hermann, Paris 1966
- Degas : Radierungen, Lithographien, Monotypien. Hirmer, München 1973. (zusammen mit Jean Adhémar / deutsche Ausgabe)
- Pissarro, Ausstellungskatalog Paris, London, Boston. Arts Council of Great Britain, London 1980, ISBN 0-7287-0261-4.
- Van Gogh à Paris, Ausstellungskatalog Paris. Editions de la Réunion des musées nationaux, Paris 1988, ISBN 2-7118-2159-5.
- Seurat : le rêve de l’art-science. coll. Découvertes Gallimard (nº 108), Gallimard, Paris 1991, ISBN 2-07-053117-1.
- Manet. DuMont, Köln 1991, ISBN 3-7701-2791-9. (deutsche Ausgabe)
- Cézanne, Ausstellungskatalog Paris, London, Philadelphia. Éditions de la Réunion des Musées Nationaux, Paris 1995, ISBN 2-7118-3178-7. (zusammen mit Isabelle Cahn)
- Signac, Werkverzeichnis. Gallimard, Paris 2000, ISBN 2-07-011597-6.
- Méditerranée : de Courbet à Matisse, Ausstellungskatalog Paris. Editions de la Réunion des musées nationaux, Paris 2000, ISBN 2-7118-4092-1. (zusammen mit Monique Nonne)
- Gauguin. Flammarion, Paris 2004, ISBN 2-08-021016-5. (deutsche Ausgabe)
- Europäische Kunst im 19. Jahrhundert, Band 2: 1850–1905, Realismus, Impressionismus, Jugendstil, Ars Antiqua – Große Epochen der Weltkunst, Herder Verlag 1991